# Eva Hudečková
Eva Hudečková, rozená Trejtnarová, (* 3. prosince 1949 Praha) je česká herečka a spisovatelka, manželka houslového virtuóza Václava Hudečka.

## Herečka
Vystudovala herectví na Herecké fakultě Akademie múzických umění v Praze. Herecké profesi se věnovala do roku 1984. Atraktivní až exotický zjev ji předurčoval k obsazování do rolí sebevědomých či panovačných krasavic, někdy až „potvor“. Ztvárnila řadu zajímavých rolí v divadle, ve filmu (např. Jak utopit dr. Mráčka, Zítra to roztočíme, drahoušku…!) i v televizi (seriály Kamenný řád a především Sanitka), byla oceněna několika cenami. Od podzimu 1984 začala všechny nabízené role odmítat, nechtíc být konformní s normalizačním režimem.

## Spisovatelka
Poté, co skončila s herectvím, vydala se na dráhu spisovatelky; podle vlastních slov psaní pro ni bylo cestou z rozčarování, a proto v jejích příbězích vždy vítězí dobro. Spolupracovala s Filmovým studiem Barrandov jako autorka scénářů; jejím nejmilejším – i když ne jediným – žánrem byla pohádka (např. O zasněné Žofince).
- Bezhlavá kobyla (1992) – román (původně filmový scénář), který byl nadšeně přijat jak kritiky, tak čtenáři; je obrazem doby, kterou autorka prožívala v totalitním režimem pronásledované rodině, „kdy lidé nevěděli, co si počít se svými hříchy a se svým svědomím“.
- Bratříček Golem (1993) – svérázná podoba pražské legendy; předloha pro rozhlasovou hru zpracovanou Českým rozhlasem.
- O ztracené lásce (1995) – román; je dramatickým obrazem osudu nemilovaného dítěte, které se narodí do ztraceného světa, odmítané vlastními rodiči, protože se nevydařilo podle jejich gusta. Holčička Honza, která se „provinila“ tím, že není kluk, roste jako dříví v lese, stíhaná spíš zlem než dobrem. Přes všechna příkoří však hledá lásku ve svém srdci jako jedinou možnou cestu k ostatním lidem, neboť poznává na každém kroku své životní pouti, že svět bez lásky nemá smysl. Román byl přijat s mimořádnou odezvou, autorka přijala nabídku České televize a napsala scénář k devítidílnému filmu O ztracené lásce, který byl dokončen v lednu 2002 a uveden na programu ČT1 v únoru 2002.
- V moci kouzel (1999) – kniha se skládá ze tří mysteriózních povídek: O Betulce a Ohnivcovi, O Malusce a Safírovi, O Borkovi, pánu skal.
- Sedmihlásek (2002) – jímavý příběh dvou dětí, Esterky a Sedmihláska, které zachraňují ukradenou hudbu a ztracený svět.
- Tajemství pražského šotka (2006) – mysteriózní příběh ze staré Prahy, který odkrývá nejhlubší tajemství pražského podzemí i lidských duší.

## Film
- 1965 Zločin v dívčí škole (detektivní povídkový film) – role: žákyně (3. povídka: Zločin v dívčí škole)
- 1967 Malé letní blues – role: Anča
- 1974 Jak utopit Dr. Mráčka aneb Konec vodníků v Čechách – role: Polly Wassermannová
- 1976 Zítra to roztočíme, drahoušku…! – role: Janička
- 1977 Což takhle dát si špenát – role: Maria, schovanka Isabely Lopezové

## Televize
- 1971 Jak princezny spaly na hrášku (TV pohádka) – role: princezna Karolínka
- 1971 Zázrak v Oužlebičkách (TV komedie) – role: Anča
- 1974 Byl jednou jeden dům (TV seriál) – role: Pipina Ulčová
- 1976 Značka „Svobodný otec“ (TV komedie) – role: Květa Suchomelová, manželka
- 1977 Dary hadího krále (TV pohádka) – role: princezna Veronika
- 1977 Otíček (TV cyklus Bakaláři) – role: Jaruška
- 1978 Ve znamení Merkura (TV seriál)
- 1984 Santa Lucia (TV film) – role: žena právníka
- 1984 Rozpaky kuchaře Svatopluka (TV seriál) – epizoda 11: Podmínka, role: Jana Rubášová, manželka Bronislava Rubáše
- 1984 Sanitka (TV seriál) – role: MUDr. Eva Houdková
- 1984 My všichni školou povinní (TV seriál) – role: soudkyně JUDr. Olga Brechtová